# Giulia Trivulzio

Stemma base della famiglia Trivulzio

Giulia Trivulzio (XVI secolo) è stata una nobildonna italiana, marchesa di Maleo e marchesa consorte di Vigevano.

## Biografia
Era figlia del Maresciallo di Francia Teodoro Trivulzio ed ereditò dal padre, morto nel 1532, feudo e titolo di marchesa di Maleo.

## Discendenza
Giulia sposò Gian Francesco Trivulzio ed ebbero quattro figli:
- Giangiacomo (?-1567), marchese di Maleo, sposò Antonia d'Avalos, figlia di Alfonso III d'Avalos; premorì al padre;
- Ippolita, sposò Pompilio Collalto;
- Barbara;
- Paola, sposò Fulvio Rangoni.